# Albert z Trapani
Albert z Trapani O.Carm (ur. ok. 1240 w Trapani, zm. 7 sierpnia 1307 w Mesynie) – kapłan, karmelita, nazywany Ojcem Zakonu, święty Kościoła katolickiego, zasłynął jako kaznodzieja na Sycylii.

## Życiorys
Albert urodził się około 1240 r. z zamożnego florenckiego małżeństwa Benedykta i Giovanny Palizi, które nie mogło mieć dzieci. Para miała złożyć ślub poświęcenia potomstwa Bogu. Po 26 latach modlitwy i oczekiwania urodził im się syn. Ojciec miał szukać dla syna odpowiedniej kandydatki na małżonkę, jednak napomniany przez żonę, która przypomniała złożoną przysięgę, zrezygnował.
Albert wstąpił do klasztoru w Trapani w 1258 r. W początkach życia zakonnego miał być kuszony przez piękną kobietę. Wobec nacisku przełożonych zgodził się przyjąć święcenia kapłańskie. Głosił kazania, afirmując czystość i ubóstwo, które sam gorliwie praktykował. Jego wystąpienia pociągały do katolickiej wiary wielu Żydów. Zasłynął licznymi cnotami i pobożnością, miał nie jeść mięsa, ciągle pościć, spać na posłaniu z chrustu i spędzać długie nocne godziny na modlitwie.
W czasie podróży miał uzdrowić uszkodzony wzrok chłopca, pomagał przy trudnych porodach i chorobach piersi, zbijał wysoką gorączkę, uwalniał opętanych.
W  latach 1280-1287 pełnił urząd Prowincjała w Trapani, a w latach 1287-1296 był Prowincjałem w Mesynie. Gorliwie wizytował klasztory, odwiedzając je jedynie z laską w ręce i kawałkiem chleba.
W 1301 r. Robert hrabia Kalabrii otoczył Mesynę pierścieniem wojsk, odcinając miasto od dostaw żywności, zarówno ze strony lądu, jak i morza. Po odprawionej przez Alberta Mszy, statki miały w sposób cudowny przedostać się do portu i w ten sposób uratować ludność przed śmiercią głodową.
Ostatnie lata życia miał spędzić jako pustelnik w Mesynie. Tam też zmarł 7 sierpnia 1307 r.

## Kult

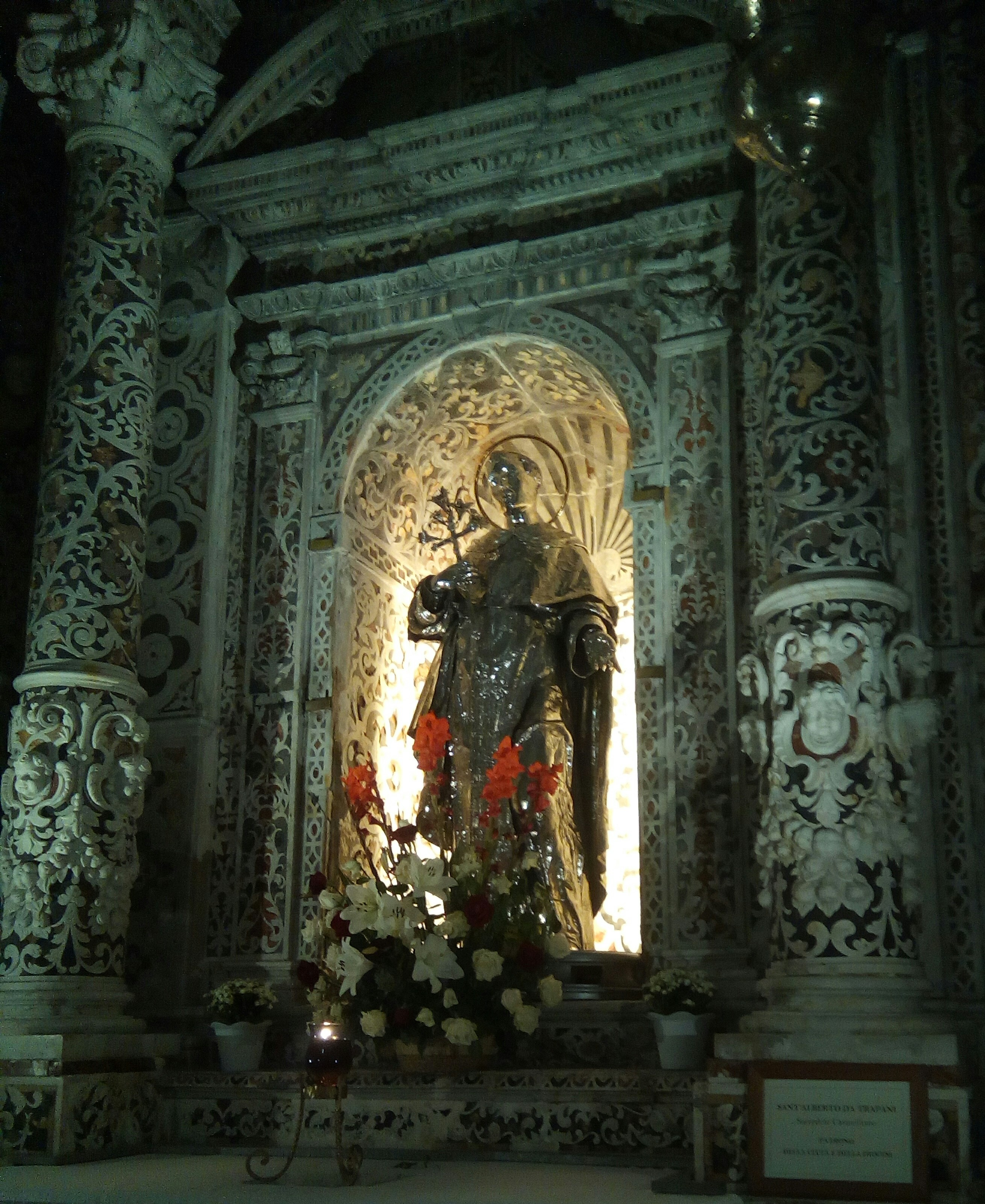
Ołtarz św. Alberta w Trapani

Po śmierci miał powstać spór pomiędzy duchowieństwem, a ludem, który oczekiwał pogrzebu godnego osoby świętej. Po rozpoczęciu mszy requiem, tajemnicze głosy, utożsamione w tradycji z aniołami, miały zaintonować antyfonę "Usta sprawiedliwego głoszą mądrość, a język jego mówi to, co słuszne" (Psalm 37).

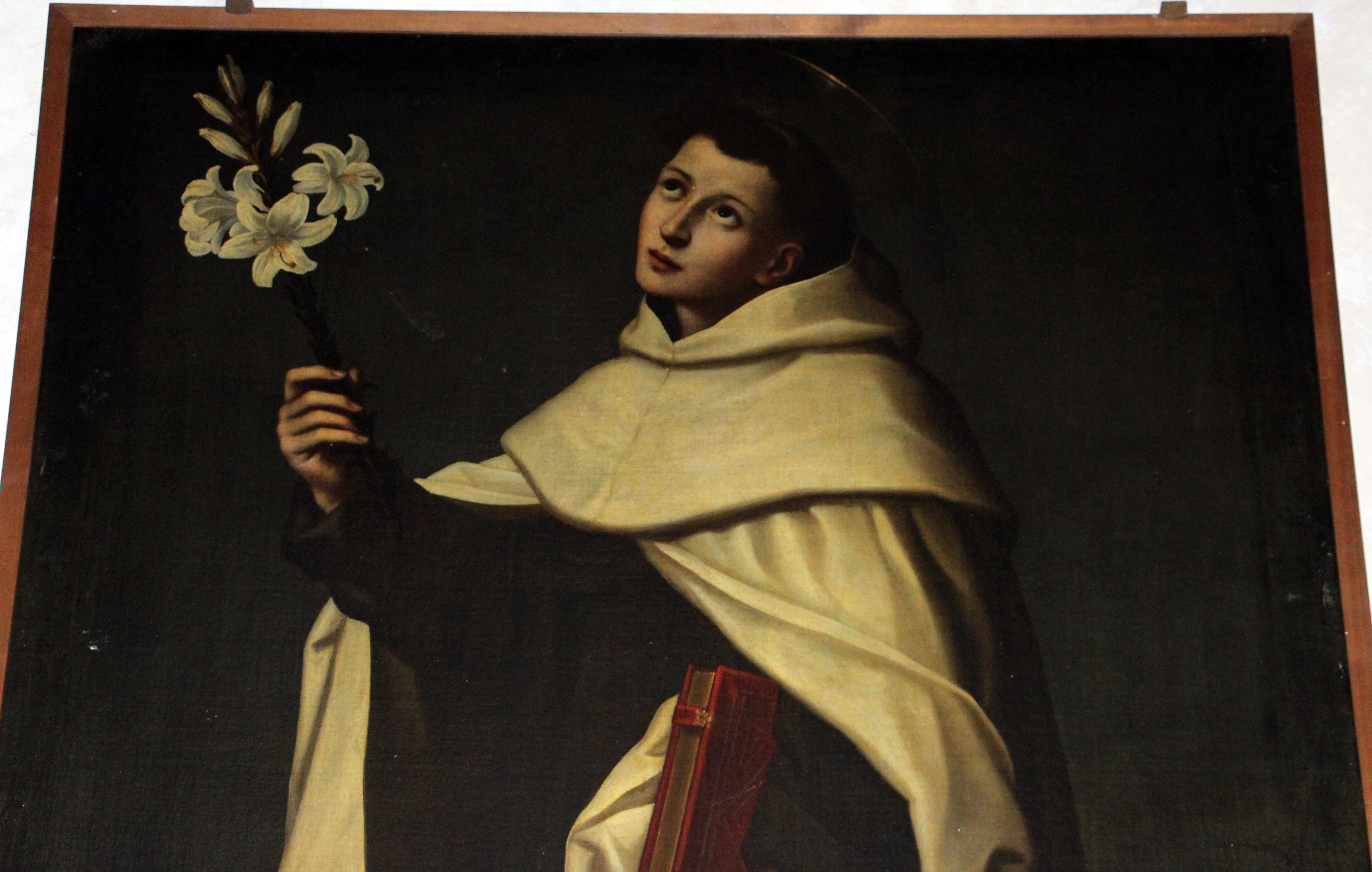
Albert na obrazie Francesco Curradi

W 1309 r. przeniesiono jego ciało z cmentarza w Mesynie do kościoła w Trapani. W 1346 r. w klasztorze w Palermo istniała już kaplica ku jego czci.
Jego kult zaaprobował w 1457 r. papież Kalikst III, co potwierdził w 1476 r. Sykstus IV.
Gorące nabożeństwo do św. Alberta miała  Maria Magdalena de’ Pazzi i Teresa z Ávili. Baptysta Spagnoli napisał odę ku jego czci.
Wedle przepisów zakonnych, w XVI w. każdy klasztor karmelitański miał posiadać ołtarz ku jego czci.
Przez zachowane przekazy o jego cudach ukształtował się zwyczaj błogosławienia jego relikwiami osoby cierpiące na wysoką gorączkę, a także kobiety cierpiące na choroby piersi.

## Ikonografia
W ikonografii jest przedstawiany w habicie karmelitańskim z atrybutem w postaci dziecka i lilii będącej symbolem życia w czystości, które święty wybrał składając śluby zakonne. Często w towarzystwie św. Anioła.